# Vespa fervida
Espèce
Vespa fervida est une espèce de frelons des îles de la Sonde (Indonésie) de la famille des Vespidae.

## Description
La tête, le thorax et l'abdomen sont noirs à l’exception d’une fine bande jaune entre le premier et le deuxième segment de l’abdomen et une petite partie du thorax.  

## Répartition
Ce frelon est endémique de certaines îles de la Sonde (Indonésie) : Sulawesi, Buton et Selayar.